# Wilson Batista
Pour les articles homonymes, voir Batista.
Wilson Batista, né le 3 juillet 1913 à Campos dos Goytacazes et mort le 7 juillet 1968 à Rio de Janeiro, est un compositeur brésilien.

## Biographie
Wilson Batista naît le 3 juillet 1913 à Campos,. Il est le fils d'un modeste peintre en bâtiment, João Batista de Oliveira, et d'Isaurinha Alves de Oliveira, employée de la garde municipale de Campos.
Il s'inscrit à l'Institut des arts et métiers de Campos pour suivre une formation d'ébéniste. Avant d'atteindre sa seizième année, il est emprisonné. En 1929, il s'installe seul à Rio de Janeiro pour tenter de gagner sa vie en tant que compositeur, vivant pendant un certain temps chez un oncle nettoyeur de rues. Pour aider sa famille à vivre, il est tour à tour allumeur de réverbères, électricien ou homme à tout faire au Teatro Recreio.
Son goût pour la musique lui vient de son oncle, Ovídio Batista, qui joue de divers instruments et est chef de l'orchestre "Lira de Apolo" à Campos. Dans les années 1930, l'un des plus grands marchés pour les compositeurs et les musiciens est le théâtre musical. L'un des endroits où les professionnels du théâtre se réunissent est la Leiteria Dom Pedro I et le Café Carlos Gomes, sur la Praça Tiradentes. C'est là qu'il rencontre de nombreux musiciens populaires de l'époque : Roberto Martins, Nássara, Ataulfo Alves, Antônio Almeida, Geraldo Pereira, Jorge Faraj et bien d'autres. En 1932, il enregistre sa première composition, la samba Por favor vai embora, en partenariat avec Benedito Lacerda et Osvaldo Silva, publiée par Patrício Teixeira chez Victor.
Doué pour la samba et les marches carnavalesques, on lui doit notamment Desacato, ainsi que Lenço no Pescoço, samba qui glorifie le personnage du malandro.
Wilson Batista meurt le 7 juillet 1968 à Rio de Janeiro.